# Роберт Оррі
Роберт Кіт Оррі (англ. Robert Keith Horry, нар. 25 серпня 1970, Гарфорд, США) — колишній американський професійний баскетболіст, що грав на позиціях легкого форварда, важкого форварда за декілька команд НБА. Семиразовий чемпіон НБА.  Рекордсмен за цим показником серед гравців НБА, які не грали за «Бостон Селтікс» у період їх домінування у 1960-х. Є одним з двох гравців, які вигравали НБА з трьома різними командами (інший — Джон Саллі). По завершенні ігрової кар'єри — спортивний коментатор.

## Ігрова кар'єра
На шкільному рівні грав за Андалусійську старшу школу та вигравав нагороду гравця року штату Алабама. 
На університетському рівні грав за команду університету Алабама (1988–1992). Провівши в університеті всі чотири роки, став лідером в історії команди за кількістю блок-шотів — 282 та неодноразово включався до символічних збірних конференції SEC.
1992 року був обраний у першому раунді драфту НБА під загальним 11-м номером командою «Х'юстон Рокетс». Захищав кольори команди з Х'юстона протягом наступних 4 сезонів, допомігши їм виграти два чемпіонства НБА 1994 та 1995 року. У фіналах встановив кілька рекордів, таких як 7 перехоплень та 5 реалізованих трьохочкових кидків. Ще будучи гравцем, «Рокетс» прославився своїм умілим завершенням кидків на останніх секундах, за що отримав прізвисько «Big Shot Rob» (Роб Важливий Кидок). 
19 серпня 1996 був обміняний до «Фінікс Санз», де провів близько півроку. За арізонську команду запам'ятався насамперед своїм конфліктом з головним тренером Денні Ейнджем.
10 січня 1997 року був обміняний до «Лос-Анджелес Лейкерс», у складі яких провів наступні 6 сезонів своєї кар'єри в НБА. У складі «озерних» був важливим рольовим гравцем та допоміг команді завоювати три чемпіонські титули.
Останньою ж командою в кар'єрі гравця в НБА стали «Сан-Антоніо Сперс», до складу яких він приєднався 2003 року і за які відіграв 5 сезонів. Граючи за «шпор» також вважався рольовим гравцем, виходячи на майданчик не у стартовому складі. Допоміг «Сперс» здобути ще два чемпіонства НБА.

## Статистика виступів
| † | Позначає сезон, в якому Роберт Оррі ставав чемпіоном НБА |

### Регулярний сезон
| Сезон             | Команда                | GP   | GS  | MPG  | FG%  | 3P%  | FT%  | RPG | APG | SPG | BPG | PPG  |
| ----------------- | ---------------------- | ---- | --- | ---- | ---- | ---- | ---- | --- | --- | --- | --- | ---- |
| 1992–93           | «Х'юстон Рокетс»       | 79   | 79  | 29.5 | .474 | .255 | .715 | 5.0 | 2.4 | 1.0 | 1.1 | 10.1 |
| 1993–94†          | «Х'юстон Рокетс»       | 81   | 81  | 29.3 | .459 | .324 | .732 | 5.4 | 2.9 | 1.5 | .9  | 9.9  |
| 1994–95†          | «Х'юстон Рокетс»       | 64   | 61  | 32.4 | .447 | .379 | .761 | 5.1 | 3.4 | 1.5 | 1.2 | 10.2 |
| 1995–96           | «Х'юстон Рокетс»       | 71   | 71  | 37.1 | .410 | .366 | .776 | 5.8 | 4.0 | 1.6 | 1.5 | 12.0 |
| 1996–97           | «Фінікс Санз»          | 32   | 15  | 22.5 | .421 | .308 | .640 | 3.7 | 1.7 | .9  | .8  | 6.9  |
| 1996–97           | «Лос-Анджелес Лейкерс» | 22   | 14  | 30.7 | .455 | .329 | .700 | 5.4 | 2.5 | 1.7 | 1.3 | 9.2  |
| 1997–98           | «Лос-Анджелес Лейкерс» | 72   | 71  | 30.4 | .476 | .204 | .692 | 7.5 | 2.3 | 1.6 | 1.3 | 7.4  |
| 1998–99           | «Лос-Анджелес Лейкерс» | 38   | 5   | 19.6 | .459 | .444 | .739 | 4.0 | 1.5 | .9  | 1.0 | 4.9  |
| 1999–00†          | «Лос-Анджелес Лейкерс» | 76   | 0   | 22.2 | .438 | .309 | .788 | 4.8 | 1.6 | 1.1 | 1.0 | 5.7  |
| 2000–01†          | «Лос-Анджелес Лейкерс» | 79   | 1   | 20.1 | .387 | .346 | .711 | 3.7 | 1.6 | .7  | .7  | 5.2  |
| 2001–02†          | «Лос-Анджелес Лейкерс» | 81   | 23  | 26.4 | .398 | .374 | .783 | 5.9 | 2.9 | 1.0 | 1.1 | 6.8  |
| 2002–03           | «Лос-Анджелес Лейкерс» | 80   | 26  | 29.3 | .387 | .288 | .769 | 6.4 | 2.9 | 1.2 | .8  | 6.5  |
| 2003–04           | «Сан-Антоніо Сперс»    | 81   | 1   | 15.9 | .405 | .380 | .645 | 3.4 | 1.2 | .6  | .6  | 4.8  |
| 2004–05†          | «Сан-Антоніо Сперс»    | 75   | 16  | 18.6 | .419 | .370 | .789 | 3.6 | 1.1 | .9  | .8  | 6.0  |
| 2005–06           | «Сан-Антоніо Сперс»    | 63   | 3   | 18.8 | .384 | .368 | .647 | 3.8 | 1.3 | .7  | .8  | 5.1  |
| 2006–07†          | «Сан-Антоніо Сперс»    | 68   | 8   | 16.5 | .359 | .336 | .594 | 3.4 | 1.1 | .7  | .6  | 3.9  |
| 2007–08           | «Сан-Антоніо Сперс»    | 45   | 5   | 13.0 | .319 | .257 | .643 | 2.4 | 1.0 | .5  | .4  | 2.5  |
| Усього за кар'єру |                        | 1107 | 480 | 24.5 | .425 | .341 | .726 | 4.8 | 2.1 | 1.0 | .9  | 7.0  |

### Плей-оф
| Сезон             | Команда                | GP  | GS  | MPG  | FG%  | 3P%  | FT%  | RPG | APG | SPG | BPG | PPG  |
| ----------------- | ---------------------- | --- | --- | ---- | ---- | ---- | ---- | --- | --- | --- | --- | ---- |
| 1993              | «Х'юстон Рокетс»       | 12  | 12  | 31.2 | .465 | .300 | .741 | 5.2 | 3.2 | 1.5 | 1.3 | 10.3 |
| 1994†             | «Х'юстон Рокетс»       | 23  | 23  | 33.8 | .434 | .382 | .765 | 6.1 | 3.6 | 1.5 | .9  | 11.7 |
| 1995†             | «Х'юстон Рокетс»       | 22  | 22  | 38.2 | .445 | .400 | .744 | 7.0 | 3.5 | 1.5 | 1.2 | 13.1 |
| 1996              | «Х'юстон Рокетс»       | 8   | 8   | 38.5 | .407 | .396 | .435 | 7.1 | 3.0 | 2.6 | 1.6 | 13.1 |
| 1997              | «Лос-Анджелес Лейкерс» | 9   | 9   | 31.0 | .447 | .429 | .778 | 5.3 | 1.4 | 1.1 | .8  | 6.7  |
| 1998              | «Лос-Анджелес Лейкерс» | 13  | 13  | 32.5 | .557 | .353 | .683 | 6.5 | 3.1 | 1.1 | 1.1 | 8.6  |
| 1999              | «Лос-Анджелес Лейкерс» | 8   | 0   | 22.1 | .462 | .417 | .786 | 4.5 | 1.4 | .8  | .8  | 5.0  |
| 2000†             | «Лос-Анджелес Лейкерс» | 23  | 0   | 26.9 | .407 | .288 | .702 | 5.3 | 2.5 | .9  | .8  | 7.6  |
| 2001†             | «Лос-Анджелес Лейкерс» | 16  | 0   | 23.9 | .368 | .362 | .591 | 5.2 | 1.9 | 1.4 | 1.0 | 5.9  |
| 2002†             | «Лос-Анджелес Лейкерс» | 19  | 14  | 37.0 | .449 | .387 | .789 | 8.1 | 3.2 | 1.7 | .8  | 9.3  |
| 2003              | «Лос-Анджелес Лейкерс» | 12  | 10  | 31.1 | .319 | .053 | .556 | 6.7 | 3.1 | 1.3 | 1.0 | 5.6  |
| 2004              | «Сан-Антоніо Сперс»    | 10  | 0   | 21.1 | .465 | .364 | .929 | 6.3 | .9  | .8  | .2  | 6.1  |
| 2005†             | «Сан-Антоніо Сперс»    | 23  | 0   | 26.9 | .448 | .447 | .732 | 5.4 | 2.0 | .9  | .9  | 9.3  |
| 2006              | «Сан-Антоніо Сперс»    | 13  | 5   | 17.2 | .405 | .353 | .731 | 3.7 | .8  | .4  | .7  | 4.2  |
| 2007†             | «Сан-Антоніо Сперс»    | 18  | 0   | 20.1 | .417 | .351 | .824 | 3.9 | 1.6 | .6  | 1.3 | 4.3  |
| 2008              | «Сан-Антоніо Сперс»    | 15  | 0   | 10.3 | .194 | .227 | .667 | 2.1 | .5  | .3  | .3  | 1.5  |
| Усього за кар'єру |                        | 244 | 116 | 28.0 | .426 | .359 | .722 | 5.6 | 2.4 | 1.1 | .9  | 7.9  |